# Nérac
Nérac è un comune francese di 7 780 abitanti situato nel dipartimento del Lot e Garonna nella regione della Nuova Aquitania. Esso costituisce il vertice sud-orientale del triangolo ideale entro il quale si trovano le Lande di Guascogna (gli altri due vertici sono costituiti da Hossegor e Soulac-sur-Mer).

## Storia
Una villa gallo-romana si trovava in località La Garenne; vennero effettuati gli scavi nel 1832 sotto la direzione dello scultore e falsario Maximilien Théodore Chrétin, che volle darsi fama creando di sana pianta un bassorilievo per attestare la presenza degli imperatori Tetrico nella villa. La montatura, costruita con la complicità dello storico tolosano Alexandre Du Mège, venne poi scoperta e Chrétin condannato dal tribunale.
La cittadina raggiunge il suo apogeo nel XVI secolo, quando i signori d'Albret, che vi si erano trasferiti nel XI secolo, divennero re di Navarra come conseguenza del matrimonio di Giovanni III d'Albret con Caterina di Foix nel 1484. Il loro figlio, Enrico II d'Albret sposò nel 1527 Margherita d'Angoulême, sorella di Francesco I. Margherita è stata una delle prime donne di lettere in lingua francese. Attirò quindi a Nérac una corte di umanisti e scrittori (Jacques Lefèvre d'Étaples, Clément Marot). Sua figlia, Giovanna d'Albret sposa Antoine de Bourbon (1548) e si converte al protestantesimo. Negli anni 1530, influenzata dalla sovrana, la popolazione di Nérac se converte anch'essa; sarà completamente ugonotta all'inizio delle guerre di religione. Dopo Angoulême, Calvino soggiorna a Nérac nell'aprile 1534; vi incontra il teologo Lefèvre d'Étaples prima di rendere visita Gérard Roussel, abate di Clairac.
Il re Carlo IX passa nella città durante il suo Giro di Francia Reale (1564-1566), accompagnato dalla corte e dai Grandi del Regno. Nel 1572, Giovanna d'Albret e Caterina de' Medici, rispettivamente regina di Navarra (protestante) e regina di Francia (cattolica) fanno sposare i loro figli Enrico di Navarra e Margherita di Valois. Dopo la notte di san Bartolomeo, Enrico rimane al Louvre presso la suocera, fino al 1576. Una volta liberato, torna a Nérac dove presiede, assieme a Caterina de' Medici, negli anni 1578-1579 le conferenze dalle quali uscì l'editto di Nérac. Quando Enrico di Navarra diviene re di Francia e si trasferisce a Parigi, Nérac viene eclissata nella storia di Francia.
La città si rivolta sotto Luigi XIII, ma viene presa da Enrico di Mayenne nel 1621 e le sue fortificazioni rase al suolo.
Grazie al commercio verso le Americhe ed in particolare verso Hispaniola, Nérac conosce nel XVIII secolo il benessere economico. 
Un'importante comunità italiana si installa a Nérac negli anni 1920. Dopo la sconfitta del 1940, l'ammiragliato francese si rifugia a Bordeaux assieme al governo in fuga. Siccome non vi era ancora una capitale (Vichy verrà scelta qualche mese più tardi) l'ammiragliato si stabilisce a Nérac dal 28 giugno al 6 luglio 1940, nell'edificio delle poste.

## Società

### Evoluzione demografica
Abitanti censiti

## Amministrazione

### Gemellaggi
- Mesola
- Madridejos

## Galleria d'immagini

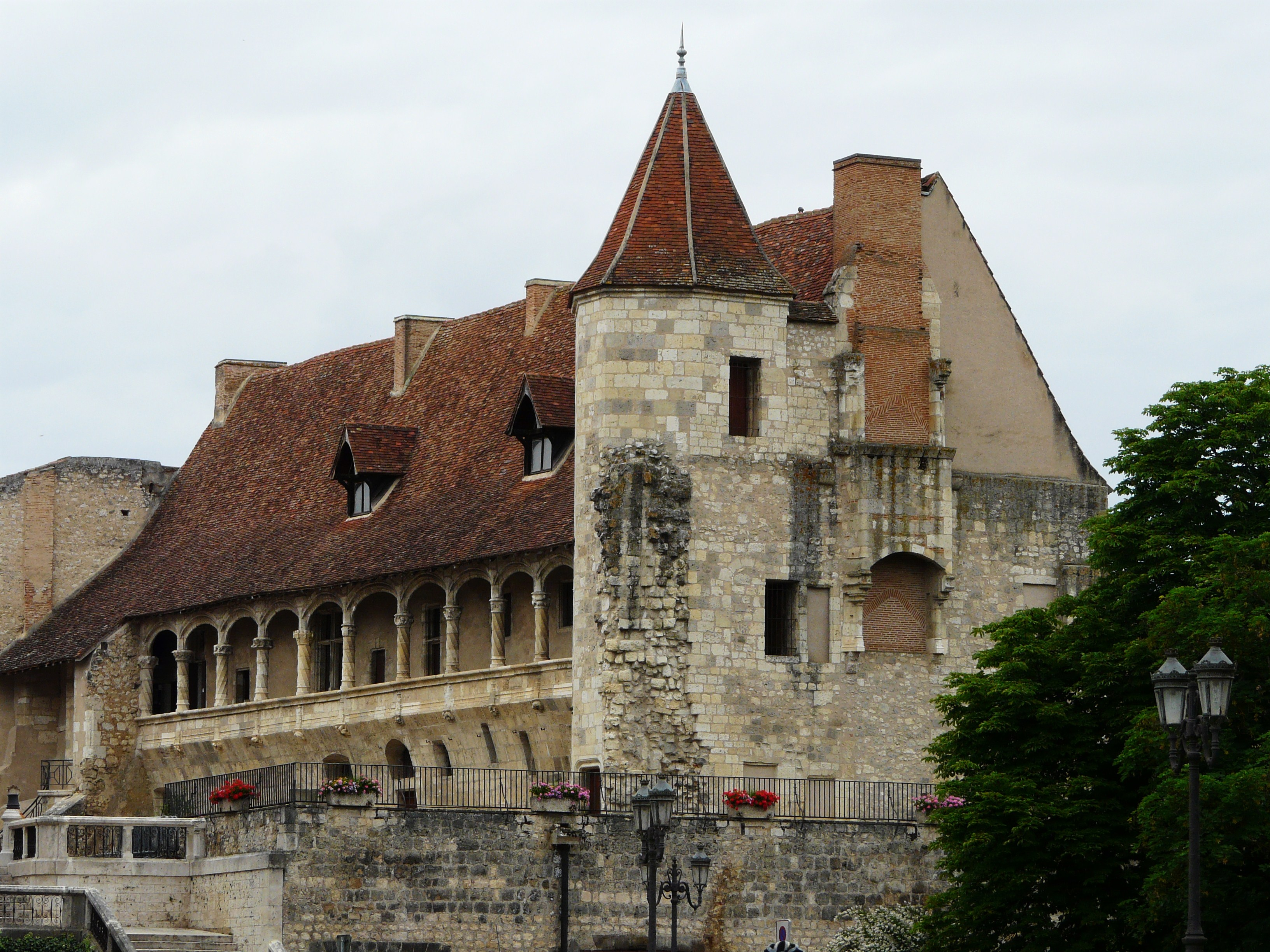
Castello
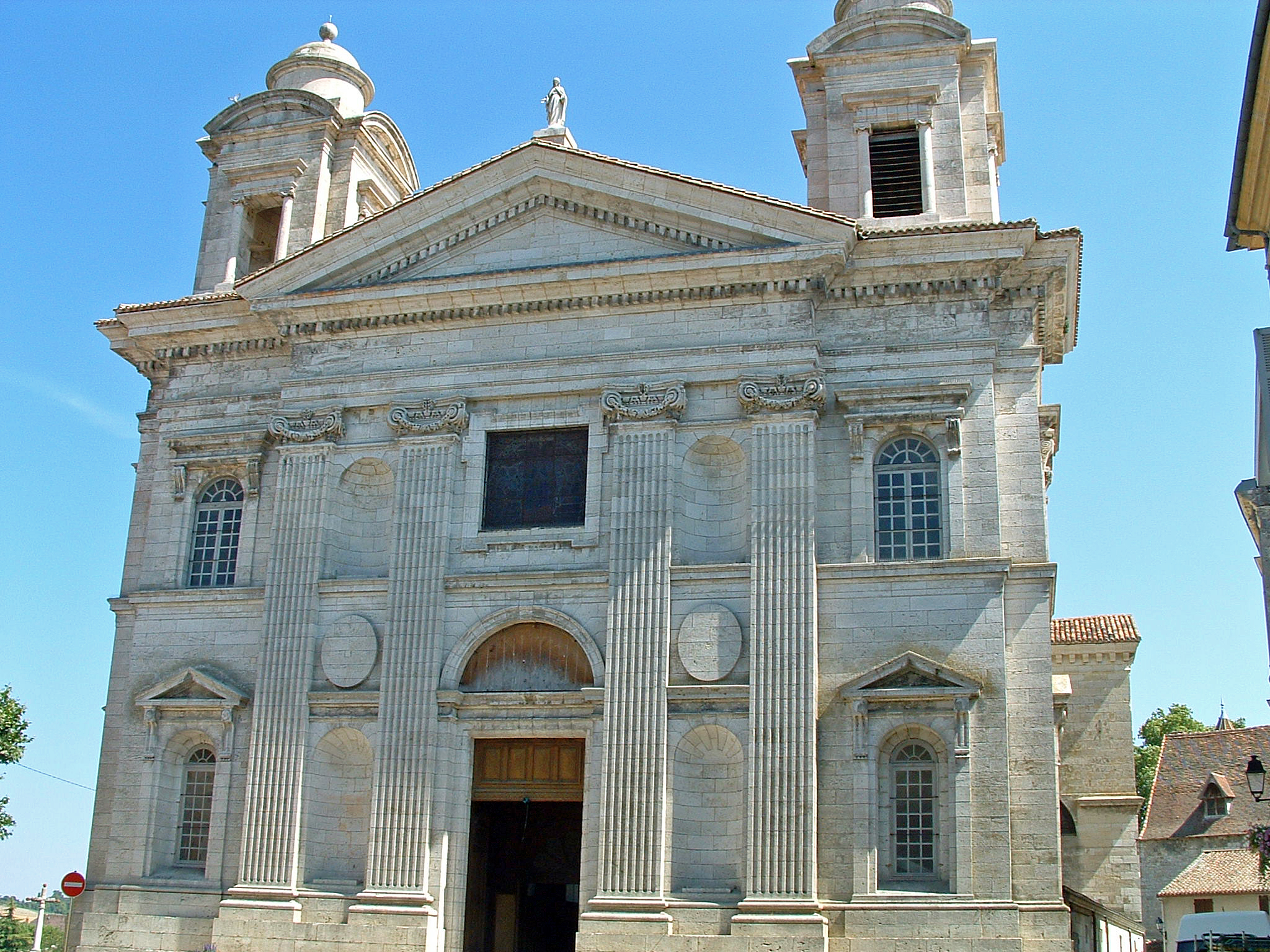
Chiesa di san Nicola
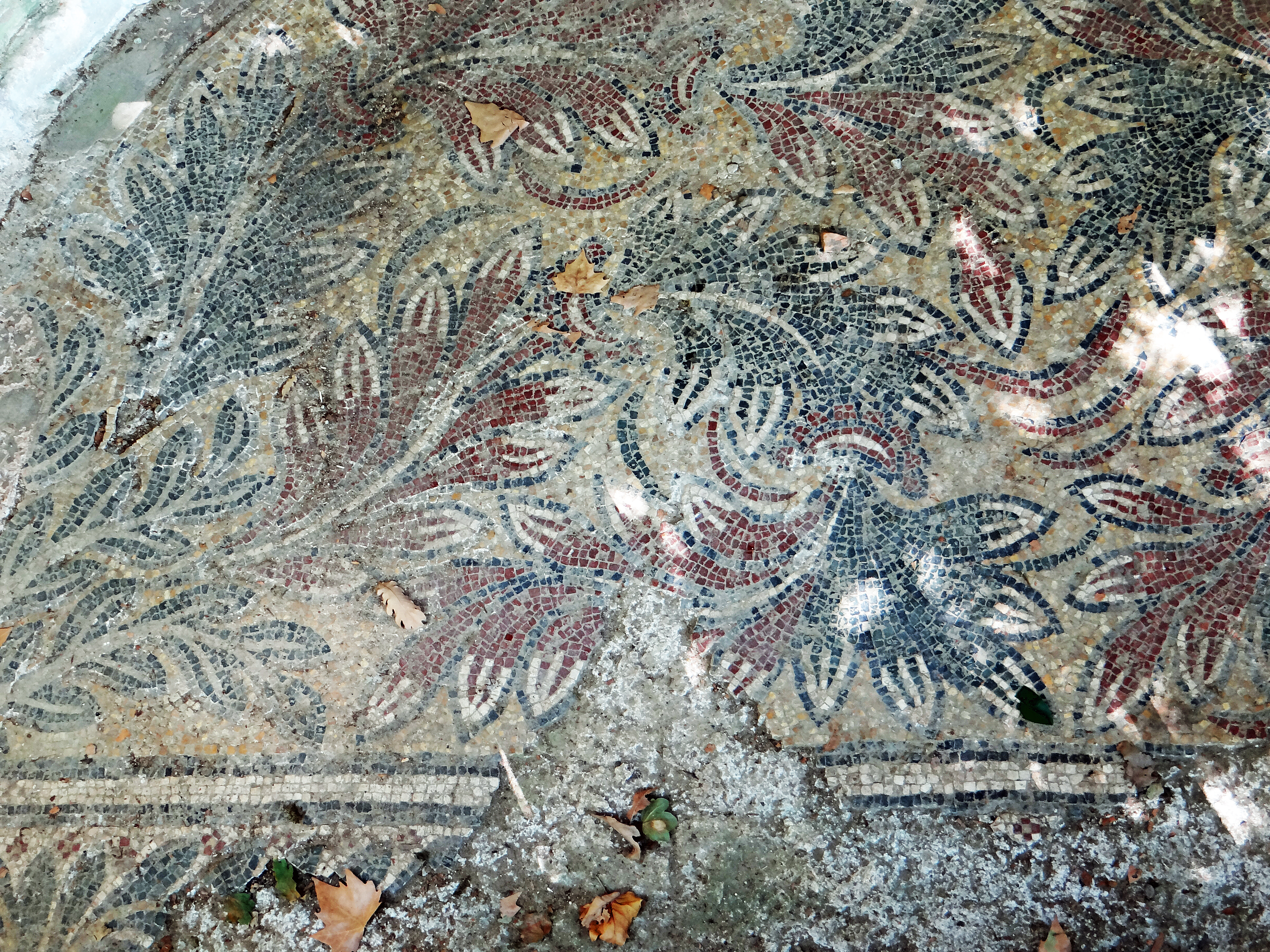
Mosaici romani
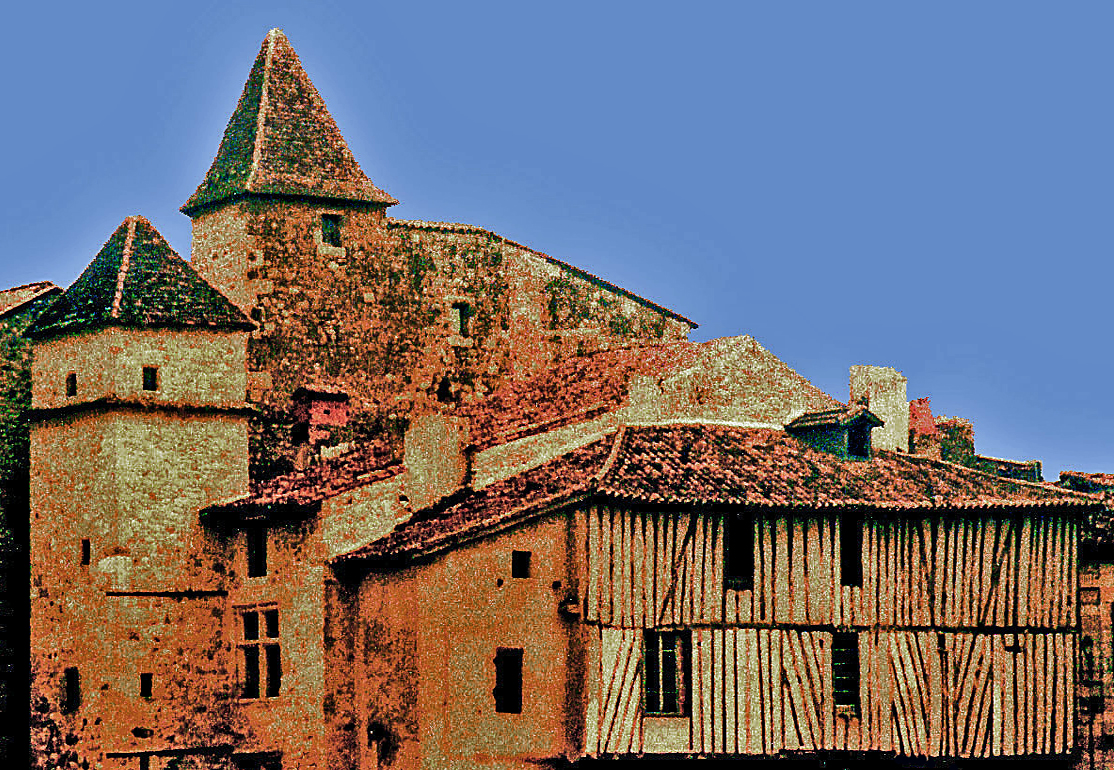
Casa di Sully
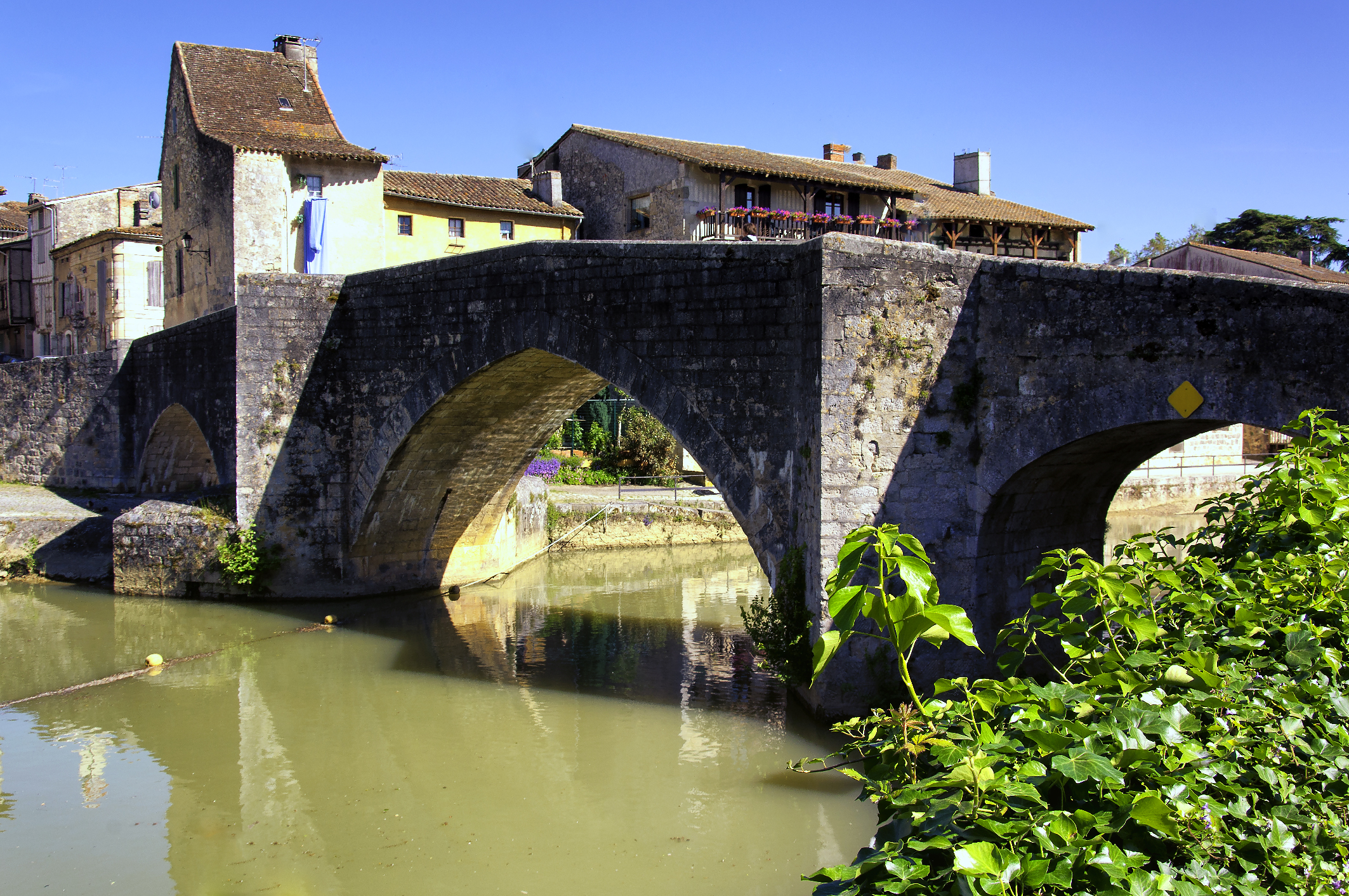
Vecchio ponde sulla Baïse (XVI sec.)